# Çerkes Mehmed Ali Paixà
Çerkes Mehmed Ali Paşa fou gran visir otomà (1624-1625).
Va pujar diversos graus en la jerarquia administrativa i va ser nomenat beglerbegi de Damasc vers 1618 i el 1621 va ascendir a cinquè visir. El 1624, després de la destitució i execució de Kemankeş Kara Ali Paşa el 3 d'abril, el sultà el va forçar a acceptar el càrrec vacant i així va esdevenir comandant en cap de l'exèrcit encarregat de liquidar la revolta d'Abaza Paixà i recuperar Bagdad als perses, la caiguda de la qual havia causat l'execució del seu antecessor. Va passar per Konya, però no va poder prendre Nigde als rebels. El 3 de setembre de 1624 va lliurar batalla als rebels al pont de Karasu, prop de Kayseri, i els va derrotar; en la persecució dels rebels va capturar l'esposa i la filla d'Abaza que eren escortades per un oficial cap a Sivas. Arribat a Tercan va rebre una ambaixada del paixà rebel, refugiat a Erzurum, que demanava el perdó, que va acceptar amb la condició d'establir una guarnició de geníssers a la ciutadella d'Erzurum. Després va passar l'hivern a Tokat (desembre de 1624) on es va posar malalt i va morir el 27 de gener de 1625.